# Jara (Aruba)
Jara – miejscowość (plaats) w strefie Jara/Seroe Alejandro, w regionie Savaneta w południowo-zachodniej części kraju autonomicznego Aruba, należącego do Holandii, w Ameryce Południowej.  